# Natércia Campos
Natércia Maria Alcides Campos (Fortaleza, 30 de setembro de 1938 — 2 de junho de 2004) foi uma escritora brasileira. 
Dentre suas obras, destaca-se o romance A casa. Ocupou, de 2002 a 2004, a cadeira nº 6 da Academia Cearense de Letras, e também era filiada à Academia Fortalezense de Letras.

## Biografia
Nasceu em Fortaleza, filha do escritor Moreira Campos e de Maria José Alcides Campos. Casou-se aos dezessete anos, e teve seis filhos. Apenas na década de 1980 decidiu se lançar como escritora, divulgando seus contos na imprensa, no suplemento literário do jornal O Povo de Fortaleza.
Seu primeiro conto publicado foi A escada, em 1987, pelo qual ganhou o primeiro lugar no Concurso Literário Sudameris, da Acadamia Botucatuense de Letras. No ano seguinte, sua obra Iluminuras, com quinze contos (inclusive A escada), ganhou o segundo lugar na 4ª Bienal Nestlé de Literatura Brasileira, com grande aceitação no Rio de Janeiro e em São Paulo.
Em 1999, ganhou o Prêmio Osmundo Pontes de Literatura por seu romance A casa.
Em 28 de fevereiro de 2002, na Academia Cearense de Letras, tomou posse da cadeira nº 6, do patrono Antônio Pompeu de Sousa Brasil. No entanto, veio a falecer apenas dois anos depois, vítima de câncer, aos 65 anos de idade. Seu corpo foi sepultado no mesmo jazigo que o de seu pai, no Cemitério São João Batista de Fortaleza.

## Obras publicadas
- Iluminuras (contos) - 1988[8]
- Por terra de Camões e Cervantes (viagem) - 1998[9]
- A noite das fogueiras (ficção) - 1998
- A casa (romance) - 1999
- Caminho das águas (viagem)